# Emily Bear

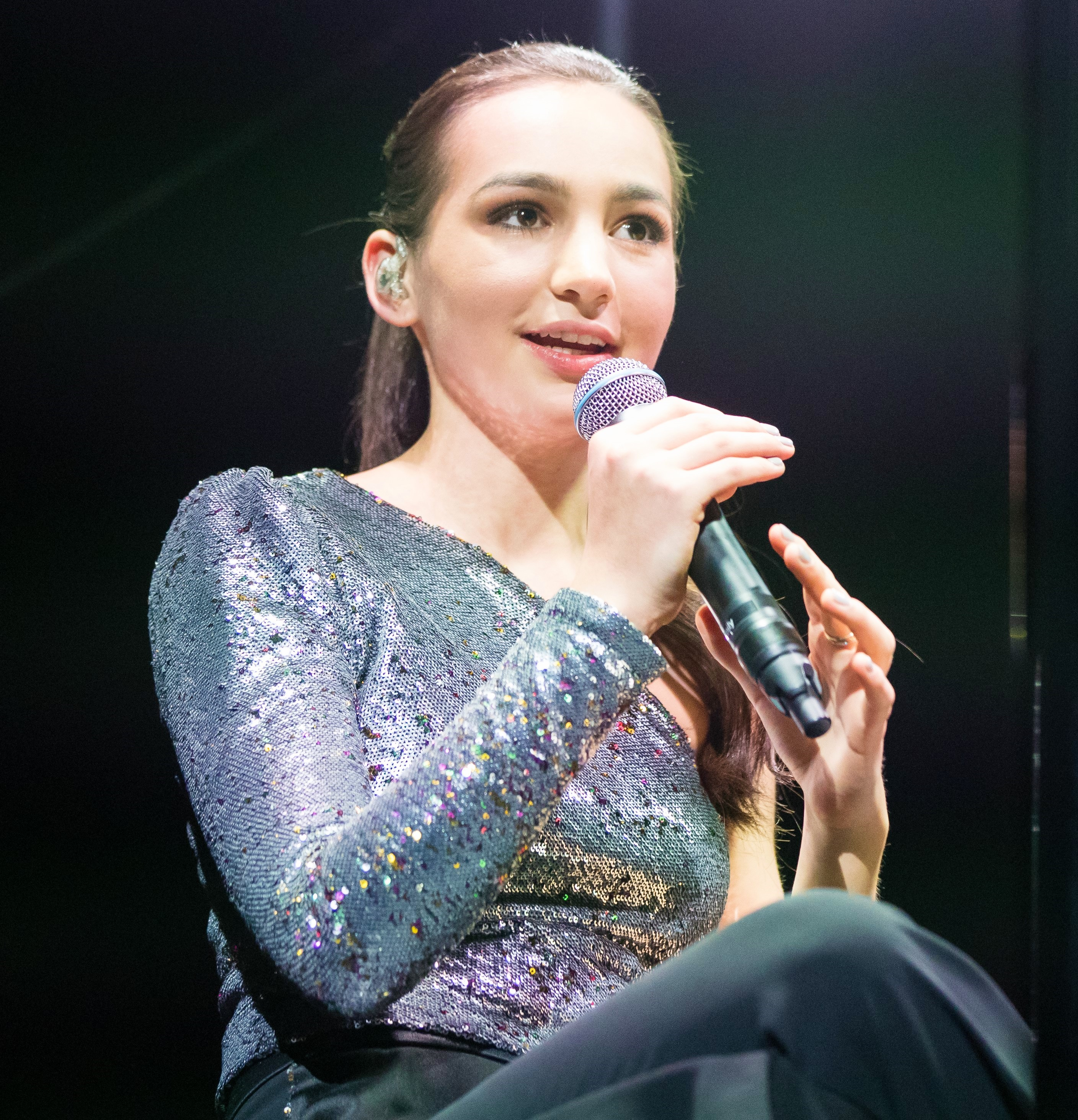
Emily Bear bei Night of the Proms (2017)

Emily Jordan Bear (* 30. August 2001 in Rockford, Illinois) ist eine US-amerikanische Komponistin, Pianistin, Songwriterin, Sängerin und Preisträgerin der Grammy Awards 2022.

## Leben und Wirken

### Familie und Ausbildung
Emily Bear ist die Tochter von Brian und Andrea Bear und das Jüngste von drei Geschwistern und stammt aus einer musikalischen Familie. Mit zwei Jahren begann sie mit dem Klavierspiel, mit vier Jahren erhielt sie ersten Klavierunterricht bei Emilio del Rosario am Music Institute of Chicago und später bei Mary Sauer, einer ehemaligen Pianistin des Chicago Symphony Orchestra bei Yoheved Kaplinsky (Lehrerin an der Juilliard School) und wurde in Jazz-Klavier von Frank Kimbrough und in Film-Komposition von Ron Sadoff (New York University) unterrichtet. Außerdem nahm sie am NYU Steinhardt Film Scoring Workshop teil. Weitere Lehrer und Mentoren waren Andrew Focks und Alan Swain. Bear schloss im Alter von 15 2017 die Guilford-High School ab und begann ein Studium am Berklee College of Music in Boston. Das Studium brach sie nach kurzer Zeit jedoch ab, nachdem sie schon im Alter von 16 von der Filmmusikagentur Kraft&Engels unter Vertrag genommen worden war.

### Karriere als Sängerin und Pianistin

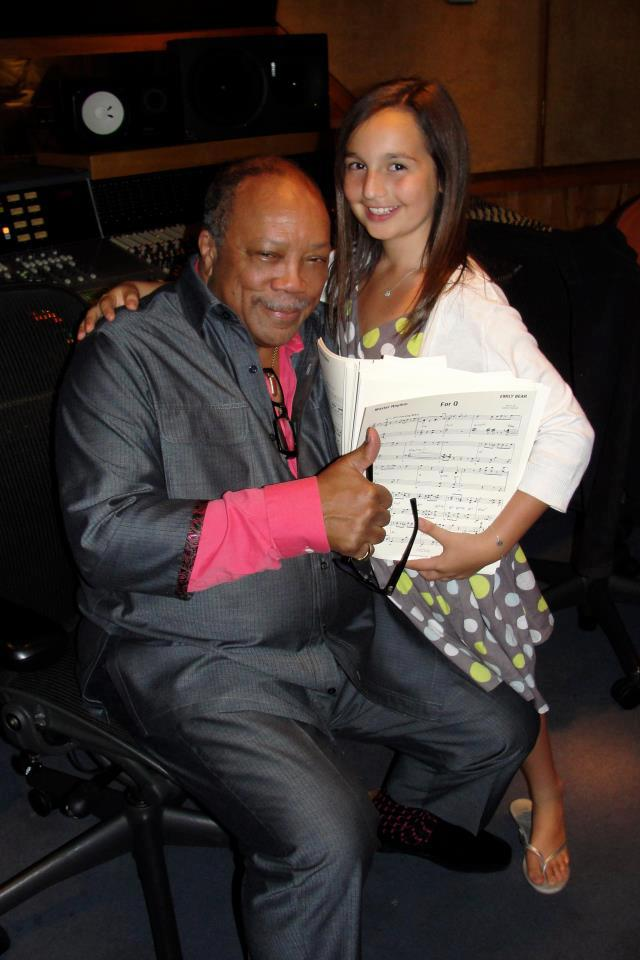
Emily Bear im Alter von 10 Jahren mit Quincy Jones bei den Aufnahmen zum Album Diversity (2012)

Bereits im Alter von fünf Jahren debütierte Bear als Pianistin beim Ravinia Festival mit einem Soloprogramm und galt als Wunderkind. Bis zu ihrem fünfzehnten Lebensjahr trat sie auch mit klassischen Programmen auf und interpretierte zum Beispiel das 23. Klavierkonzert A-Dur von Mozart, das Klavierkonzert a-moll op. 64 von Robert Schumann, das Klavierkonzert a-moll op. 16 von Edvard Grieg und George Gershwis Rhapsody in Blue. 2008 spielte sie im Weißen Haus für Präsident George W. Bush.
Bear konzertierte in der Carnegie Hall, beim Montreux Jazz Festival, im Lincoln Center und in der Hollywood Bowl. Konzerte führten sie auch nach Europa und Asien. Sie wirkte bei Quincy Jones’ Konzerten in Montreux, in Spanien, in der der Hollywood Bowl sowie bei seiner Konzerttournee anlässlich seines 80. Geburtstags mit. Als Bears Mentor produzierte Jones 2013 ihr Studioalbum Diversity. Jones hatte Bear Ende 2011 als Manager unter Vertrag genommen.
Bear widmete Jones die zusammen mit ihrem Jazz-Trio aufgenommene und bei ihrem eigenen Label erschienene EP Into the Blue (2017). Beide Veröffentlichungen eigener Songs erreichten Top-10-Platzierungen in den Billboard Jazz Charts.
2015 war sie Artist in Residence bei den Jazzopen Stuttgart. 2017 gastierte sie bei der Night of the Proms neben Peter Cetera, Roger Hodgson, Melanie C, Culcha Candela und John Miles. Weitere Konzerte folgten in Deutschland, Luxemburg, Belgien, wobei in Belgien und den Niederlanden auch  Joss Stone Teil des Line Up war.
Ab 2017 weitete sie ihre musikalische Arbeit auf den Bereich der Pop-Musik aus und es entstand ihre von Toby Gad produzierte Debüt-EP Emotions (2019). Gleichzeitig wandte sie sich der Filmmusik zu, sie begann mit der Komposition von Filmmusik und wirkte als Pianistin für die Filmmusik von Mark Isham zum Film Bailey – ein Hund kehrt zurück, einer Fortsetzung des Films Bailey – Ein Freund fürs Leben. Auch war sie als Pianistin Teil der von Inon Zur komponierten Musik zum vierten Teil der Computerspielreihe Syberia von Benoît Sokal und Syberia – The World Before.
Bei Konzerten mit dem World Doctors Orchestra unter der Leitung von Stefan Willich in Tel Aviv und Jerusalem im Jahr 2019 wurde Geld für Save a Child’s Heart und im Jahr 2022 für das vom Hurrikan Irma schwer getroffenen Anguilla gesammelt. 2022 spielte sie bei A Capitol Fourth, dem jährlichen Konzert am Unabhängigkeitstag der Vereinigten Staaten, die Vladimir-Horowitz-Transkription für Klavier von Stars and Stripes Forever.
Als Pianistin war Emily Bear Teil der Renaissance World Tour von Beyoncé.

### Wirken als Komponistin
Bereits mit drei Jahren hatte Bear angefangen zu komponieren. Für ihr Stück Northern Lights gewann sie mit 6 Jahren den ASCAP Foundation Morton Gould Young Composer Award. Im Alter von acht Jahren zählte ihr Gesamtwerk 350 Werke, die besten wurden bei Hal Leonard in bisher fünf Songbüchern publiziert.
Für den 2019 erschienenen Film Nancy Drew and the Hidden Staircase (Warner Bros. Entertainment) schrieb und sang sie den Titelsong und einen Song für den Abspann.
Zum 50. Jubiläum des Walt Disney World Resort im Jahr 2021 orchestrierte sie im Auftrag von Disney einen Song der Musikerin und Musikproduzentin Alana da Fonseca als neue Hymne/Themensong Magic Is Calling, die in allen Themenparks des Resorts in Orlando erklang. Schon im März 2021 waren beide für die Musik eines Videos von Google zum Women‘s History Month verantwortlich. Ebenfalls 2021 war sie Teil des Projektes „Artists for Nature“ der Non-Profit-Organisation Conservation International. Sie schrieb den Song Fleeting Forever zu einem Video des Fotografen Roger Fishman. Zudem komponierte sie Musik zu einem Clip für Manchester City und der Premier League zum Saisonabschluss und fünften Titelgewinn.
Im Rahmen eines Bridgerton-Musical-Projektes arbeitete sie 2021 mit der Sängerin Abigail Barlow zusammen. Das Kompositions-Projekt mündete in einem inoffiziellen Konzeptalbum, das #1 in den US iTunes Pop Charts und weltweit #10 aller Alben auf iTunes erreichte. Daraufhin waren Bear und Barlow gemeinsam mit Darren Criss Teil der Jubiläumsfeier zum 50. Geburtstag des Kennedy Center und traten u. a. vor der First Lady Jill Biden auf. Die Weltpremiere des Albums fand im Kennedy Center statt unter Mitwirkung des National Symphony Orchestra unter der Leitung von Steven Reineke. Für ihr Album The Unofficial Bridgerton Musical wurden Bear und Barlow mit den Grammy Awards 2022 ausgezeichnet.
Ein eigener Song „Every wish deserves a dream“ wird im japanischen Disney Sea Park seit November 2022 als Hymne/Themensong verwendet, gesungen von der japanischen Sängerin Misia. Bear schrieb den Song gemeinsam mit Toby Gad, Lindy Robbins und Ruth-Anne Cunningham.
Ihre Filmmusik zu Life Centered: The Helen Jean Taylor Story wurde am 23. Juli 2022 mit einem regionalen Emmy Award im Bereich Los Angeles ausgezeichnet. Auch schrieb sie die Filmmusik für den im Januar 2023 erschienenen Film Dog Gone (Regie: Stephen Herek).
2021 wurde Bear Gründungsmitglied des Leadership Council des Songwriters & Composers Wing der Recording Academy.
Im Februar 2023 wurde bekannt gegeben, dass Bear zusammen mit Abigail Barlow Teil des kreativen Teams um Marius de Vries und Christopher Wheeldon im geplanten Film über Fred Astaire und Ginger Rogers sind.
Anfang Februar 2024 wurde seitens Disney bekannt gegeben, dass Bear und Barlow für die Songs für Vaiana 2, der am 27. November 2024 in die Kinos kam, verantwortlich sind, und damit Lin-Manuel Miranda nachfolgen, der im ersten Film die Songs schrieb. Sie sind damit in der Geschichte Disneys das erste rein weibliche Songwriter-Team.
Laut The Hollywood Reporter wird Disney zwei ihrer Songs ins Rennen um den Oscar 2025 schicken.
Mitte August 2024 wurde bekannt, dass Bear auch die Musik zum Film K-Pops, dem Regiedebüt des Musikers Anderson Paak komponierte. Bei RogerEbert.com wurde ihre Filmmusik als „killer soundtrack“ gelobt.
Gleichzeitig zu Moana 2 soll am 27. November 2024 ein weiterer Film mit ihrer Musik erscheinen. Sie komponierte den Score für die romantische Komödie Our Little Secret des Regisseurs Stephen Herek. Es ist nach Dog Gone die zweite Zusammenarbeit für Netflix.
Aktuell arbeiten Emily Bear und Abigail Barlow mit Steven Levenson (Dear Evan Hansen) an einem Broadway-Musical zu Brian Selznicks Buch Die Entdeckung des Hugo Cabret.

## Auszeichnungen (Auswahl)
- 2008: ASCAP Morton Gould Young Composer Award (für Northern Lights)[76]
- 2008: RAMI (Rockford Area Music Industry Award) Outstanding Achievement Award
- 2015: ASCAP Morton Gould Young Composer Award (für Les Voyages)[77][78]
- 2016: ASCAP Herb Alpert Young Jazz Composer Award (für den Song The Old Office)[79][80]
- 2017: ASCAP Herb Alpert Young Jazz Composer Award[81][82] (für den Song „Je ne sais pas“)[83]
- 2017: RAMI Composer of the Year für den Song Into the Blue[84][85]
- 2018: Order of Lincoln (höchste zivile Auszeichnung des Staates Illinois)[86][87]
- 2018: Abe Olman Scholarship (Songwriters Hall of Fame)[88]
- 2022: Grammy mit Abigail Barlow in der Kategorie „Best Musical Theatre Album“ für das Unofficial Bridgerton Musical[89]
- 2022: Aufnahme in die Forbes 30 Under 30[90]
- 2022: Los Angeles Emmy Award in der Kategorie „Musikkomposition“ für Life Centered: The Helen Jean Taylor Story[91]

## Diskografie
Alben
- Five Years Wise (2007)
- The Love in Us (2008)
- Once Upon a Wish (2008)
- Always True (2009)
- Hope (2010)
- Diversity (Concord Records; 2013)
- The Unofficial Bridgerton Musical (mit Abigail Barlow) (2021)
- Dog Gone (Soundtrack) (Netflix Music 2023)
- Vaiana 2 (5 Songs mit Abigail Barlow auf dem Soundtrack) (Disney Music 2024)
- Our Little Secret (Film, 2024) (Soundtrack) (Netflix Music 2024)

EPs
- Into the Blue (Edston Records; 2017)
- Emotions (Waterlight Productions; 2019)

Singles
- Just Leave (AWAL; 2020)
- Manchild (Edston Records; 2021)
- U Suck (2021)

Als Gastmusikerin/Featured Artist
- He‘s There. Piano rendition (Doktor Zhivago Broadway Cast Recording; 2015)[92]
- A dog’s journey soundtrack. Musik: Mark Isham (2019)
- Syberia the world before soundtrack. Musik: Inon Zur (2021)

## Musicals
- The Unofficial Bridgerton Musical (2021)
- The Mexican Pizza Musical (2022) (Taco Bell) feat. (Dolly Parton, Doja Cat)[93][94]